# TCH (علاج كيميائي)
تي سي إتش (بالإنجليزية: TCH)‏ هو نظام للعلاج الكيميائي يتكون من دوسيتاكسيل وكاربوبلاتين وتراستزوماب، والذي يستخدم لعلاج سرطان الثدي.